# フェルナンド・ルーカス・マルチンス
フェルナンド・ルーカス・マルチンス（Fernando Lucas Martins, 1992年3月3日 - ）は、ブラジル・エレシン出身のサッカー選手。スュペル・リグ・アンタルヤスポル所属。元ブラジル代表。ポジションはミッドフィールダー。

## 経歴

### クラブ
2001年にグレミオのユースでキャリアをスタートさせ、2010年にトップチームに昇格した。
2013年6月13日、ウクライナ・プレミアリーグのFCシャフタール・ドネツクと5年契約を結んだ。移籍金額は1100万ユーロ（約14億円）。2014-15シーズンはリーグ戦13試合に出場し、1得点を記録した。
2015年7月6日、イタリア・セリエAのUCサンプドリアと5年契約を結んだことを発表した。契約期間は2020年まで。2015年8月23日のカルピ戦で先発出場しセリエAデビューを果たすと、前半37分に直接FKを沈め初得点を記録した。
2016年7月18日、ロシア・プレミアリーグのFCスパルタク・モスクワへ5年契約で完全移籍。移籍金は1250万ユーロ。
2019年7月30日、中国・スーパーリーグの北京国安へ完全移籍することを発表した。
2022年1月17日、アンタルヤスポルに移籍した。

### 代表
U-20ブラジル代表として2011年の南米ユース選手権に出場して優勝に貢献すると、同年のFIFA U－20ワールドカップでも世界制覇を果たした。また、2012年にブラジル代表に選出されると、2013年のFIFAコンフェデレーションズカップ2013にも出場し、優勝に貢献した。

## タイトル

### クラブ
グレミオ
- カンピオナート・ガウショ：1回 (2010)

シャフタール・ドネツク
- ウクライナ・プレミアリーグ：1回 (2013-14)
- ウクライナ・スーパーカップ：2回 (2013, 2014)

スパルタク・モスクワ
- ロシア・プレミアリーグ：1回 (2016-17)
- ロシア・スーパーカップ：1回 (2017)

### 代表
U-17ブラジル代表
- 南米U-17選手権：1回 (2009)

U-20ブラジル代表
- 南米ユース選手権：1回 (2011)
- FIFA U-20ワールドカップ：1回 (2011)

ブラジル代表
- FIFAコンフェデレーションズカップ：1回 (2013)